# Eric Redlinger
Eric Redlinger est un luthiste et ténor. Il est membre de l'ensemble musical Asteria, en duo avec Sylvia Rhyne (soprano),.

## Discographie
- Le Souvenir de vous me tue[3] (OCLC 635976126).
- Soyes loyal[1] (OCLC 173492016).